# Video meliora proboque, deteriora sequor

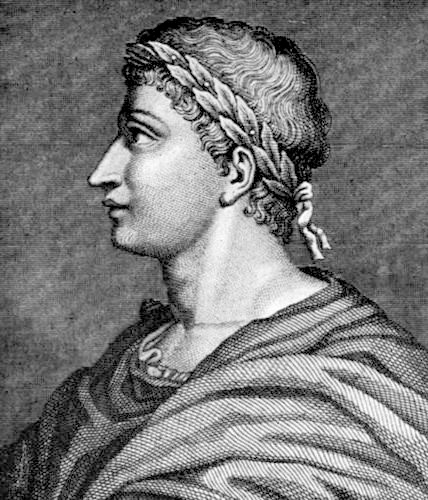

La locuzione latina Video meliora, proboque, deteriora sequor è traducibile in italiano come: "Riconosco le cose migliori, le approvo, ma seguo le peggiori". I versi sono contenuti nelle Metamorfosi di Ovidio, pronunciati da Medea, la quale, pur conoscendo i suoi obblighi nei confronti del padre e della patria, decide di trasgredirli per amore di Giasone.
Queste parole indicano la debolezza dell'essere umano, il quale, pur conoscendo ciò che è giusto, non riesce a seguirlo.

## Successo e rielaborazioni
I versi di Ovidio sono stati successivamente ripresi e rielaborati dal Petrarca: Et veggio 'l meglio et al peggior m'appiglio; da Matteo Maria Boiardo: Ch'io vedo il meglio ed al peggior m'appiglio e dal Foscolo: Conosco il meglio ed al peggior mi appiglio.
Si trova una rielaborazione di questi versi anche fuori dall'ambito poetico, in Paolo di Tarso: Io so infatti che in me, cioè nella mia carne, non abita il bene; c'è in me il desiderio del bene, ma non la capacità di attuarlo; infatti io non compio il bene che voglio, ma il male che non voglio.
Anche Sant'Agostino, nel "De natura et grazia" (67,81), scrive: "vede quello che esige la rettitudine delle azioni e lo vuole e non riesce a farlo".
Il verso, inoltre, è anche citato nel Saggio sull'intelletto umano di John Locke, nel celebre capitolo XXI, Sul potere.
Anche Spinoza cita il passo di Ovidio, nella parte IV dell'Ethica.
Il verso è reperibile anche ne "I nuovi saggi dell'intelletto umano" di Leibniz (libro II, cap 21, par. 35) nel contesto della spiegazione di cosa Leibniz intenda per "pensieri sordi"; e nella "Confessio Philosophi". 
Il passo viene utilizzato anche da Thomas Hobbes, nel suo Libertà e Necessità.

## Nella psicologia sociale
Secondo Elster la massima designa il concetto di akrasia, cioè un'irrazionale "impazienza di godere" simboleggiata mitologicamente dal desiderio di Ulisse di ascoltare il canto delle sirene.
Il verso ovidiano è stato utilizzato sia per descrivere delle pulsioni psicologiche individuali, anche in letteratura, sia per spiegare il fenomeno della ripulsa in ambiti sociali in cui la conoscenza dovrebbe spingere ad un comportamento razionale.